# Фреймова семантика
Фреймова семантика — це теорія лінгвістичного значення, яку поширила відмінкова (рольова) граматика Чарльза Філмора. Ця теорія пов'язує лінгвістичну семантику з енциклопедичними знаннями.
Основна ідея полягає в тому, що ніхто не зможе зрозуміти сенс навіть одного слова без доступу до уже наявних знань, що відносяться до цього слова. Наприклад, неможливо було б зрозуміти, що означає слово «продавати», нічого не знаючи про комерційну діяльність, яка також залучає, серед іншого, продавця, покупця, товари, гроші, відношення між грошима і товарами, відносини між продавцем товарами і грошима, відношення між покупцем товарами і грошима і так далі.
Ч. Філмор визначає фрейми як когнітивні структури, знання яких передбачається концептами, репрезентованими словами. За І. Штерном фрейм визначається як структура, що репрезентує стереотипні ситуації у свідомості (пам'яті) людини і призначена для ідентифікації нової ситуації, що базується на такому ситуативному шаблоні.
Фреймова семантика — прикладна семантика, що оперує фреймами та близькими до них пропозиційними структурами (схеми, прототипи, гештальти тощо), призначеними для репрезентації смислу різноманітних мовних конструкцій.
Таким чином, слово активує або викликає, структуру семантичного знання, що відноситься до конкретної концепції якої воно стосується (або виділяє, в термінології фреймової семантики). Фреймова структура — це система фактів, які визначають «характерні особливості, ознаки, і функції вираженого і характерні для нього взаємодії з речами, які обов'язково або як правило є пов'язаними з ним».
Фреймова структура також може бути визначена як цілісна структура пов'язаних понять, які поєднані таким чином, що не знаючи всіх елементів цієї структури, неможливо володіти повним знанням щодо одного з них. Ці структури засновуються на подіях, які повторюються. Таким чином, комерційна операційна структура заснована на повторенні комерційних угод.
У фреймовій семантиці значення слів, словосполучень, речень, тексту і т. д. співвіднесені зі сценами в рамках загальної теорії семантичного знання. Слова не лише висувають на перший план окремі поняття, але також і визначають певний сенс у якому розглядається структура. Наприклад, слово «продавати» розглядається з точки зору продавця і «купувати» з погляду покупця. Це, відповідно до теорії Філмора, пояснює асиметрії, які спостерігаються в багатьох лексичних відносинах.
Згідно з Жаботинською. С. А. , для побудови концептуальних структур використовуються п'ять базисних фреймів, що мають свої модифікації. Це предметний фрейм, таксономічний фрейм, посесивний фрейм, акціональний фрейм і компаративний фрейм.
Як універсальний інструментарій для моделювання інформації, активованої мовними знаками, можуть бути застосовані пропозиції базисних фреймів. Базисні фрейми суть набори «інструментів» мислення — пропозицій, що мають найвищий рівень узагальнення, або схемності. Буттєві схеми — квантитативна «X є СТІЛЬКИ», квалітативна «X є ТАКЕ», локативна «X існує ТАМ-місце», темпоральна «X існує ТОДІ-час» та схема способу буття «X існує ТАК» — належать до предметного фрейма. Акціональні схеми стану/процесу «AG — агенс діє», контактної дії "AG — агенс діє на PT/AF — пацієнс/афектив " і каузації «CR — каузатор робить FT- фактитив» входять до складу акціонального фрейма. Посесивні схеми партитивності «WH — ціле має PR — частину», інклюзивності «CR — контейнер має CT- вміст» / «CT- вміст має CR — контейнер» та власності «OW — власник має OD — власність» / «OD — власність має OW — власника» входять до складу посесивного фрейма. Ідентифікаційні схеми персоніфікації «ID — індивід є PS -персоніфікатор (власне ім'я)», класифікації «ID — індивід/вид є CL- класифікатор: вид/рід» і специфікації «ID — індивід є SP -специфікатор» формують ідентифікаційний фрейм. Компаративні схеми тотожності, або метаморфози, «CV — компартив є /наче/MS — корелят», схожості, або аналогії, «CV — компартив є наче AN — корелят» та подібності, або метафори, «CV — компартив є начебто MT- корелят» утворюють компаративний фрейм. Ідентифікаційні схеми персоніфікації «ID — індивід є PS — персоніфікатор (власне ім'я)», класифікації «ID — індивід/вид є CL — класифікатор: вид/рід» і специфікації «ID — індивід є SP -специфікатор» формують ідентифікаційний фрейм. Компаративні схеми тотожності, або метаморфози, «CV — компартив є /наче/ MS — корелят», схожості, або аналогії, «CV — компартив є наче AN — корелят» та подібності, або метафори, «CV — компартив є начебто MT- корелят» утворюють компаративний фрейм.
Хоча спочатку фреймову семантику застосовували лише до лексем, тепер сфера її застосування поширилась і на граматичні конструкції та інші більші й складніші лінгвістичні розділи і вона є більш-менш об'єднаною в конструктивній граматиці як головний семантичний принцип.
Фреймова семантика на початку 1980-х рр. представлялася як програма досліджень в галузі емпіричної семантики, що давала спосіб охарактеризувати принципи створення нових слів і речень, додавання нових значень слів, а також «збірки» значень елементів тексту в ціле значення. Фреймові структури також починають використовувати в інформаційному моделюванні, особливо у формі 'моделей визначення' і 'моделей знань'. Фреймова семантика має багато спільного з семантичним принципом профілювання, який описується у Когнітивній Граматиці Рональда В. Лангекера.